# Regata da Gotland

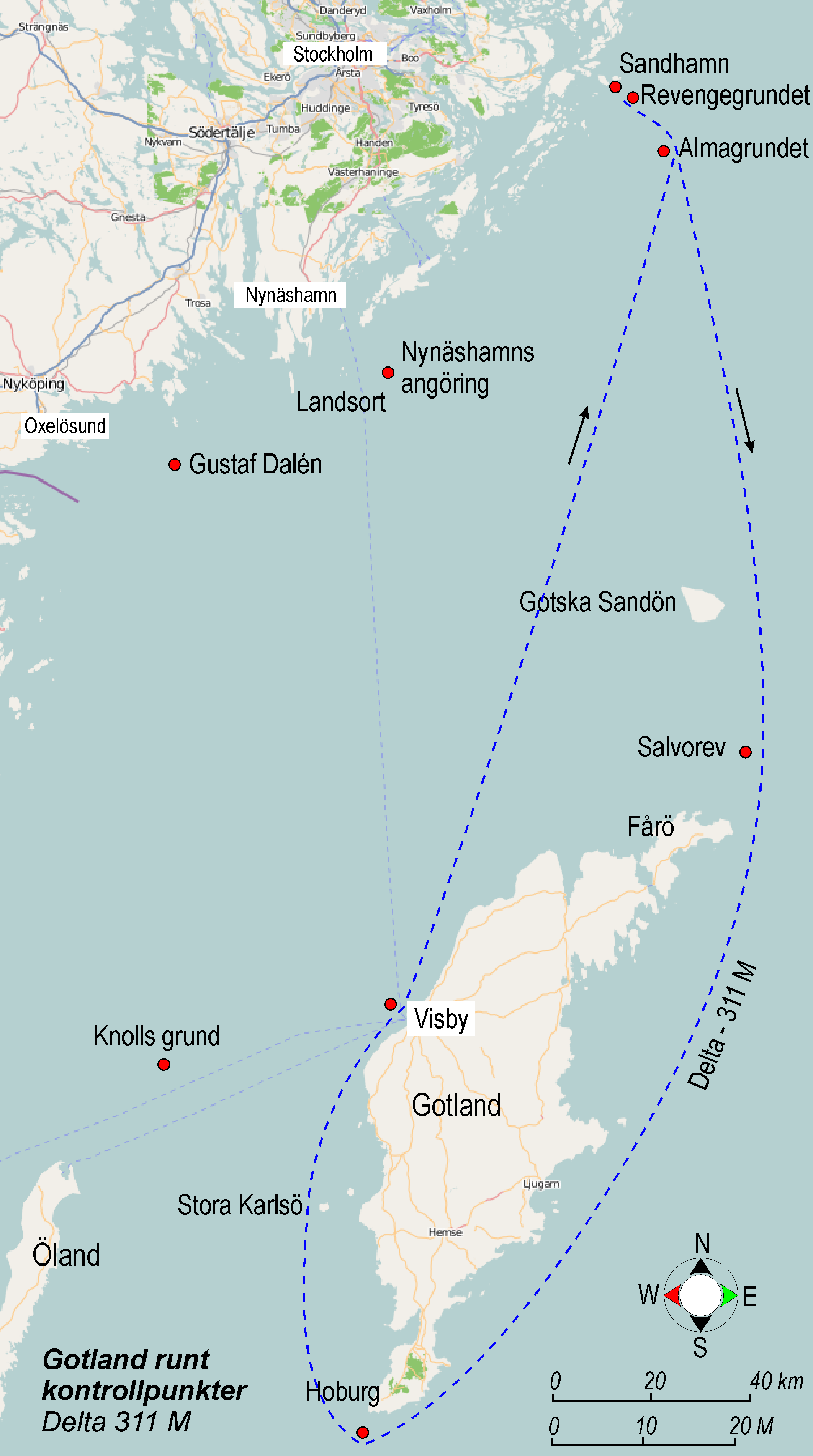
Itinerário clássico – Delta – da Regata da Gotland.

A Regata da Gotland (em sueco: Gotland Runt) é uma regata marítima internacional que se realiza anualmente no final de junho ou início de julho – uma semana depois do solstício de verão na Suécia. Tem a sua partida em Estocolmo, segue pelo Mar Báltico, contorna a ilha da Gotland e regressa ao arquipélago de Estocolmo, estando colocada a meta na localidade de Sandhamn.

A competição é organizada pela Sociedade Real de Vela da Suécia (Kungliga Svenska Segelsällskapet).
Umas 300 embarcações, divididas por diferentes classes, percorrem cerca 350 milhas náuticas, durante 2-3 dias, dando a volta à ilha da Gotland, no sentido dos ponteiros do relógio. Dependendo da classe, há diferentes itinerários, dos quais o ”clássico” é designado por Delta.

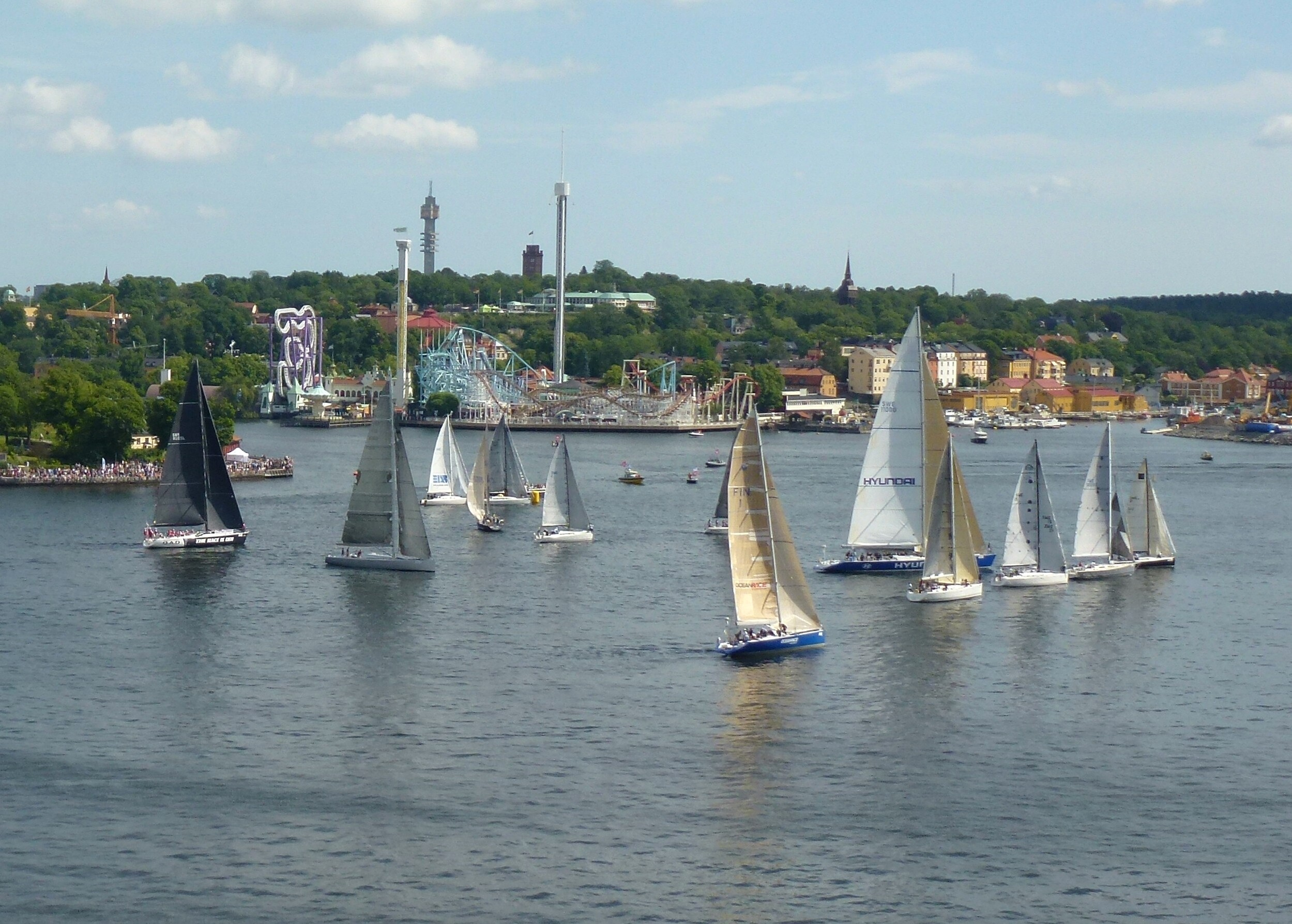
Estocolmo
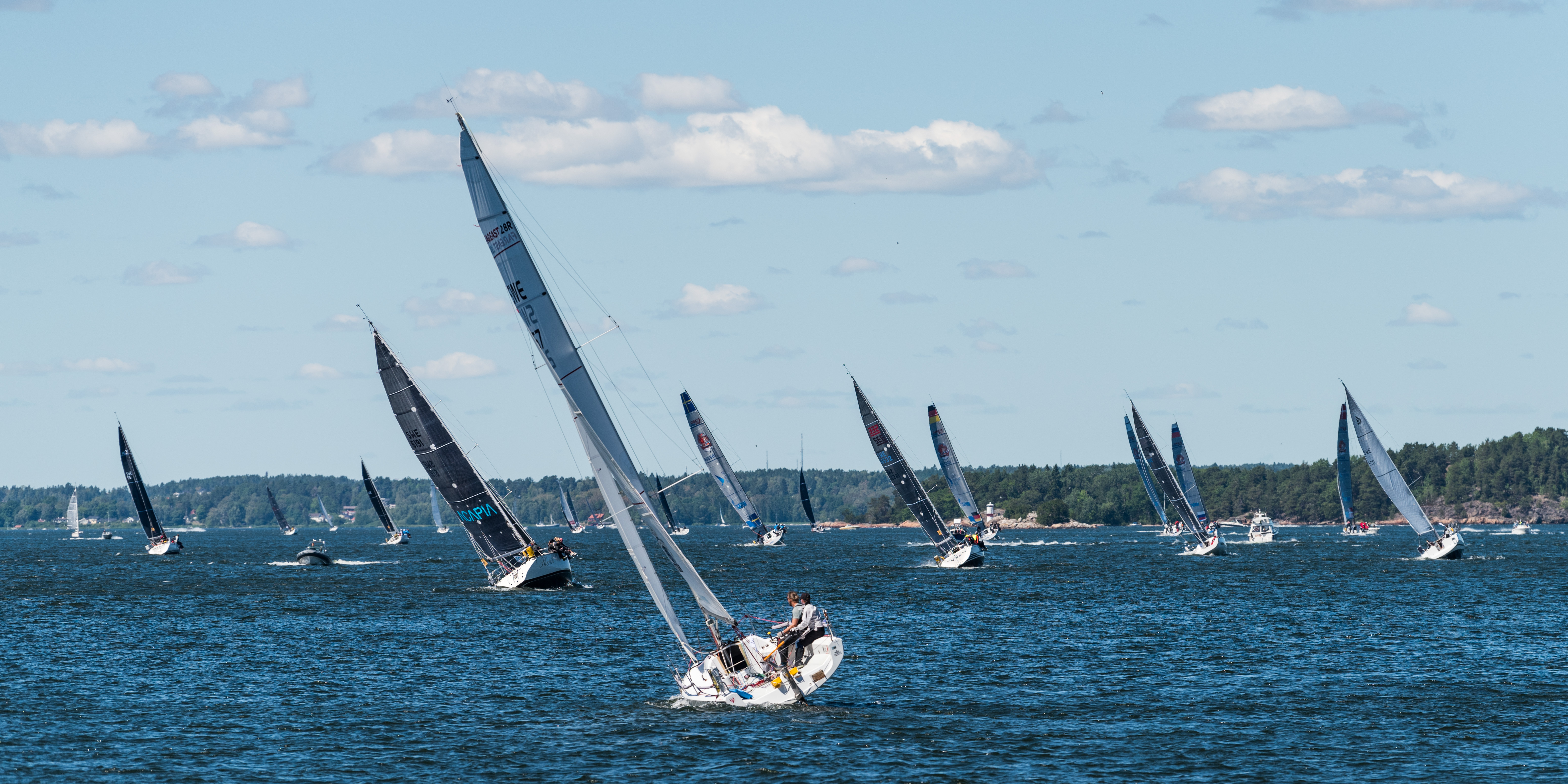
Oxdjupet